# 飛田悠成
飛田 悠成（とびた ゆうせい、2005年3月13日 - ）は、神奈川県横浜市出身の日本のプロ野球選手（投手・育成選手）。右投左打。福岡ソフトバンクホークス所属。

## 経歴

### プロ入り前
幼少期に父親とのキャッチボールで野球に触れる。小学校3年生の時に地元の野球教室に入り、4年生から少年野球チームの「寺尾ジャイアンツ」に所属した。
中学校時代は渋井敬一が監督を務める「緑シニア」で控えの遊撃手だった。
「勉強もしながら野球もする」ことを前提に進学した横浜市立金沢高等学校でも遊撃手だったが、2年生の冬に野球部の監督がキャッチボールを見て素質に気づき、投手に挑戦した。球速が133 km/hから141 km/hに上がった。しかし、公式戦の登板は先発が春季神奈川大会の1試合のみで、夏の県大会も救援登板2試合にとどまった。横浜国立大学への進学希望だったが、「小さいころの夢」とプロ志望届を提出した。
2022年10月20日に開催されたプロ野球ドラフト会議において、福岡ソフトバンクホークスから育成12位で指名され、支度金300万円、年俸360万円（金額は推定）で入団に合意した。内野手として指名されたが、投手転向を前提にした指名であり、スカウトの松本輝は「普通の公立高校で、投手転向から半年で140 km/h。手も体も大きい。伸びしろだらけ」と述べている。背番号は169。

### プロ入り後
2023年は、構想通り投手として登録された。ウエスタン・リーグでの登板は無かったが、三軍・四軍戦で23試合に登板し、30回2/3を投げ、0勝2敗1セーブ、防御率5.58の成績を残す。
2024年は1月末に腰痛を発症。復帰間近となった時期に右肘を痛めた。実戦復帰は9月までずれ込み、三軍・四軍での登板はわずか6試合に終わった。オフには台湾で開催されたアジアウインターベースボールリーグに参加したものの、右肩の違和感を訴えて途中帰国した。

## 選手としての特徴
高校2年生の秋からの投手に転向ながら、腕が長くしなりがあり、最速148km/hの速球とカーブを投球する。

## 詳細情報

### 背番号
- 169（2023年[7] - ）